# كنوت هاوغ
كنوت هاوغ (بالنرويجية البوكمول: Knut Hauge)‏ هو دبلوماسي نرويجي، ولد في 28 يوليو 1953.